# Reagan megye
Reagan megye az Amerikai Egyesült Államokban, azon belül Texas államban található. Megyeszékhelye és legnagyobb városa Big Lake. Lakosainak száma 3385 fő (2020. április 1.). Reagan megye Glasscock, Sterling, Tom Green, Irion, Crockett, Upton és Midland megyékkel határos.

## Népesség
A megye népességének változása:
| Lakosok száma | 3352 | 3392 | 3481 | 3601 | 3792 | 3385 |
|               | 2010 | 2011 | 2012 | 2013 | 2015 | 2020 |